# Christa Ludewig
Christa Ludewig (* 24. Dezember 1953 in Dransfeld) ist eine deutsche Politikerin (CDU). Sie war von 1998 bis 2002 Mitglied im Landtag Sachsen-Anhalt.

## Ausbildung und Leben
Christa Ludewig legte 1973 das Abitur ab und machte 1979 bis 1980 eine Ausbildung zur Substitutin bei der Hertie AG. Nach dem 1. Staatsexamen für das Lehramt an Realschulen 1984 an der Universität Göttingen absolvierte sie 1984 bis 1985 die Lehramtsanwärterschaft im Regierungsbezirk Lüneburg, 1985 legte sie das 2. Staatsexamen für das Lehramt an Realschulen ab und arbeitete 1986 bis 1988 als Sekretärin der Geschäftsleitung der Deutschen Forschungs- und Versuchsanstalt für Luft- und Raumfahrt, 1988 bis 1991 war sie verantwortlich für die Öffentlichkeitsarbeit und Dokumentation im Arbeitsbereich „Arbeit und Technik“, 1991 bis Juli 1998 arbeitete sie als Lehrerin an der Sekundarschule Eilsleben.
Christa Ludewig ist evangelisch und ledig.

## Politik
Christa Ludewig war seit 1993 Ortsverbandsvorseherin in Eilsleben, seit 1995 Kreisvorstandsmitglied der Börde-Union und seit 1995 Kreisvorsitzende des CDU-Kreisverbandes Börde. Bei der Landtagswahl in Sachsen-Anhalt 2002 wurde sie über die Landesliste in den Landtag gewählt. Im Landtag war sie Mitglied im Ausschuss für Bildung und Wissenschaft und im Ausschuss für Petitionen.